# Jan Wilhelm (książę Kleve, Jülich i Bergu)
Jan Wilhelm (ur. 28 maja 1562 r., zm. 25 marca 1609 r.) – książę Kleve i hrabia Mark oraz książę Jülich, książę Bergu i hrabia Ravensbergu od 1592 r., ostatni władca połączonych księstw westfalskich; biskup-elekt Münsteru (i administrator tego biskupstwa) w latach 1574–1585.

## Życiorys
Jan Wilhelm był drugim, najmłodszym synem księcia Kleve, Jülich i Bergu oraz hrabiego Mark i Ravensbergu Wilhelma Bogatego oraz Marii Habsburżanki, córki cesarza Ferdynanda I Habsburga.
Jan Wilhelm, początkowo przeznaczony do stanu duchownego, już w wieku 9 lat otrzymał godność biskupa koadiutora w Münster, a w wieku niespełna 12 lat został wybrany przez tamtejszą kapitułę na biskupa Münsteru. Rok później, w 1575 r., zmarł niespodziewanie podczas pobytu w Rzymie jego starszy brat, Karol Fryderyk, co oznaczało, że Jan Wilhelm został następcą w księstwach należących do ojca. Pod naciskiem władz kościelnych nie mógł jednak porzucić duchownych godności, ponieważ kapituła w Münster zamierzała wybrać w jego miejsce kandydata sprzyjającego protestantom. Mógł zrezygnować z biskupstwa dopiero w 1585 r., gdy zapewniony był już wybór Ernesta Wittelsbacha. Ożenił się w tym samym roku z Jakobiną, córką margrabiego Baden-Baden Filiberta.
Chciał, aby ojciec dopuścił go do współrządów w księstwie. Ten jednak gardził nim i choć sam nie był w stanie wskutek choroby rządzić państwem, powierzał ster rządów swym doradcom. Frustracja spowodowana odsuwaniem od rządów oraz niepowodzeniami w podejmowanych na własną rękę akcjach przeciwko protestantom w księstwach ojca (które dodatkowo spotęgowały nieufność ojca i jego doradców), a także niepokojący brak potomka, doprowadziły u Jana Wilhelma do rozwoju choroby psychicznej. Paranoja i ataki wściekłości, które w pełni uwidoczniły się w 1590 r., z czasem zmieniły się w otępienie.
W 1592 r. zmarł jego ojciec, ale w praktyce Jan Wilhelm był niezdolny do rządów. Po tym, jak zamordowano pierwszą żonę w 1597 r. (prawdopodobnie za sprawą siostry Jana Wilhelma, Sybilli, z którą zażarcie konkurowała o udział w rządach księstwami) i w czasie chwilowej poprawy zdrowia, w 1599 r. Jan Wilhelm ożenił się z Antoniną, córką księcia Lotaryngii Karola III. To małżeństwo, podobnie jak poprzednie, okazało się bezdzietne, a książę na powrót pogrążył się w chorobie.
Bezpotomna śmierć Jana Wilhelma w 1609 r. wywołała wojnę o dziedzictwo w księstwach Nadrenii i Westfalii, które na mocy układu z Xanten z 1614 r. zostały podzielone między Jana Zygmunta Hohenzollerna i Wolfganga Wilhelma Wittelsbacha. Jan Wilhelm został pochowany w kościele św. Lamberta w Düsseldorfie.